# Blaise Nkufo
Blaise Isetsima Nkufo (født 25. maj 1975 i Kinshasa) er en tidligere schweizisk fodboldspiller. Han spillede sidst for amerikanske Seattle Sounders, hvor han stoppede karrieren i 2011.
Blaise Nkufo havde i sin tidligere spillertid en kaotisk karriere, med klubskifte hvert eneste år fra 1993-2003, men spillede fra 2003 til 2010 hos FC Twente i Holland. Han skiftede i 2010 til Seattle Sounders i USA, hvor han nåede at spille elleve kampe.
Blaise Nkufo, som i øvrigt var den første sorte spiller der optrådte på det schweiziske landshold, står noteret for 34 landskampe og syv scoringer. Han har deltaget ved VM i 2010 i Sydafrika.
I et interview (Webside ikke længere tilgængelig) 18. april 2008, fortalte Blaise at hans rigtige efternavn er Kufo, ikke N'Kufo.